# Bagnolo Mella
Bagnolo Mella (lombardul: Bagnöl) település Olaszországban, Lombardia régióban, Brescia megyében. Lakosainak száma 12 446 fő (2023. január 1.). Bagnolo Mella Dello, Leno, Montirone, Offlaga, Capriano del Colle, Ghedi, Manerbio és Poncarale községekkel határos.

## Népesség
A település népessége az elmúlt években az alábbi módon változott:
| Lakosok száma | 12 677 | 12 677 | 12 446 |
|               | 2017   | 2018   | 2023   |

## Híres szülöttjei
- Eugenio Corini labdarúgó